# Blancs en Caraïbes
 (avril 2018).
Le terme de blanc dans les Caraïbes désigne des personnes nées dans les Caraïbes dont certains de leurs ancêtres venaient d’Europe et qui avaient la nationalité de pays des Caraïbes.

## Source
- (en) Cet article est partiellement ou en totalité issu de l’article de Wikipédia en anglais intitulé « White Caribbeans » (voir la liste des auteurs).